# Achilidae
Achilidae Stål, 1866, è una famiglia di insetti dell'ordine dei Rincoti Omotteri, superfamiglia dei Fulgoroidei.

## Descrizione
Gli Achilidae sono insetti dal corpo generalmente appiattito, con livree poco appariscenti brunastre o grigiastre, raramente con colori vivaci. Il capo ha antenne brevi, inserite lateralmente sotto gli occhi, con i due articoli prossimali ingrossati e flagello filiforme e non segmentato. I due ocelli sono situati sotto gli occhi e lateralmente rispetto alle carene laterali della regione frontale e il segmento terminale del rostro è allungato.
Le tegmine sono caratterizzate dalla disposizione a tetto, sull'addome, e dalla sovrapposizione reviproca delle estremità posteriori. Le nervature sono prive di granulazioni e quelle del clavo decorrono fino all'apice. Le ali posteriori hanno la regione anale priva di nervature trasverse. Le zampe mostrano una corona di spine all'apice del secondo segmento tarsale.

## Habitat e diffusione
Gli Achilidae sono diffusi in tutte le regioni zoogeografiche della Terra. Sono prevalentemente insetti micetofagi, regime dietetico acquisito secondariamente nell'ambito dei Fulgoroidei; vivono nelle lettiere di foglie e sotto i sassi. Frequente è il mimetismo criptico.

## Sistematica
La famiglia comprende 455 specie conosciute ripartite fra 138 generi:
- Abas
- Achilla
- Achilus
- Acixiites
- Acocarinus
- Acus
- Afrachilus
- Agandecca
- Akotropis
- Alticeps
- Amblycratus
- Amphignoma
- Aneipo
- Apateson
- Aphypia
- Argeleusa
- Aristyllis
- Ballomarius
- Bathycephala
- Benella
- Betatropis
- Booneta
- Brachypyrrhyllis
- Breddiniola
- Breddiniolella
- Bunduica
- Caffropyrrhyllis
- Calerda
- Callichlamys
- Callinesia
- Caristianus
- Catonia
- Catonidia
- Catonoides
- Cenophron
- Cernea
- Chroneba
- Cionoderella
- Cixidia
- Clidonisma
- Clusivius
- Cnidus
- Cocottea
- Cythna
- Deltometopus
- Derefunda
- Elidiptera
- Epirama
- Epiusanella
- Epuisana
- Eurynomeus
- Faventilla
- Flatachilus
- Francesca
- Ganachilla
- Gongistes
- Gordiacea
- Haicixidia
- Haitiana
- Hamba
- Hemiplectoderes
- Hooleya
- Horcomotes
- Ilva
- Indorupex
- Isodaemon
- Issidius
- Juniperthia
- Kardopocephalus
- Katbergella
- Kawanda
- Kawandella
- Kempiana
- Koloptera
- Kosalya
- Kurandella
- Lanuvia
- Leptarciella
- Mabira
- Magadha
- Mahuna
- Martorella
- Messeis
- Metaphradmon
- Mlanjella
- Momar
- Moraballia
- Mycarinus
- Mycarus
- Myconellus
- Myconus
- Nelidia
- Nephelesia
- Nephelia
- Nyonga
- Opsiplanon
- Paracatonia
- Paraclusivius
- Paragandecca
- Parakosalya
- Paraphradmon
- Paraphypia
- Parargeleusa
- Parasabecoides
- Paratangia
- Parelidiptera
- Phenelia
- Phradmonicus
- Phrygia
- Phypia
- Plectoderes
- Plectoderoides
- Plectoringa
- Prinoessa
- Prosagandecca
- Pseudhelicoptera
- Ptychoptilum
- Pyrrhyllis
- Quadrana
- Remosachilus
- Rhinocolura
- Rhotala
- Rhotaloides
- Rupex
- Sabecoides
- Salemina
- Semibetatropis
- Spino
- Symplegadella
- Synecdoche
- Taloka
- Tangina
- Thectoceps
- Tropiphlepsia
- Uniptera
- Usana
- Xerbus
- Zathauma